# Ленціус Олег Євгенович
Ленціус Олег Євгенович (18 квітня 1921, село Копані, Запорізька область (нині у Дніпропетровській) — 4 вересня 1998) — радянський і український кінорежисер.

## Біографічні відомості
У 1938–1940 рр. — режисер клубу (Запорізька область), в 1940–1943 — начальник клубу Чорноморського флоту.
Учасник Другої світової війни з СРСР.
Закінчив режисерський факультет Всесоюзного державного інституту кінематографії (1952, майстерня М. Ромма).
У 1952–1953 — асистент режисера кіностудії «Талліннфільм», потім — режисер-стажер, режисер дубляжу. Поставив стрічку «Ворота № 5» (1955).
З 1956 р. — режисер Київської кіностудії ім. О. П. Довженка.
Як 2-й режисер, брав участь у створенні стрічок: «Партизанська іскра» (1957), «Перший парубок» (1958, фільм режисера С. Параджанова), «Непосиди» (1967), «Експеримент доктора Абста» (1968), «Канкан в Англійському парку» (1984, 2-й режисер у співавт.).
Поставив фільми: «Фортеця на колесах» (1960), «Наші крила» (1962), «Де 042?» (1969), «Чорний капітан» (1973, співавтор сценарію з Ю. Лукіним i В. Степановим), телевізійні картини: «Секретар парткому» (1970, у співавторстві з М. Ільїнським. Приз і диплом IV Всесоюзного фестивалю телефільмів, Мінськ, 1971), «Не віддавай королеву» (1974, 2 с), «Алтунін приймає рішення» (1978, 3 с.) та ін.
Був членом Спілки кінематографістів України.
Помер 4 вересня 1998 року.

## Нагороди
Орден Червоної Зірки, медалі.